# Přední Zborovice
Přední Zborovice – miejscowość i gmina (obec) w Czechach, w kraju południowoczeskim, w powiecie Strakonice. W 2022 roku liczyła 84 mieszkańców.